# Eupithecia salti
Eupithecia salti är en fjärilsart som beskrevs av Fletcher 1951. Eupithecia salti ingår i släktet Eupithecia och familjen mätare. Inga underarter finns listade i Catalogue of Life.